# Rejon tatyszliński
Rejon tatyszliński (ros. Татышлинский район, baszk. Тәтешле районы) – jeden z 54 rejonów w Baszkirii. Stolicą regionu jest Wierchnije Tatyszły.
100% populacji stanowi ludność wiejska, ponieważ w regionie nie ma żadnego miasta.